# Tapinoma shattucki
Tapinoma shattucki (лат.) — вид муравьёв рода тапинома из подсемейства долиходерины (Dolichoderinae). США (Массачусетс). Социальные паразиты в муравейниках Tapinoma sessile; свои рабочие отсутствуют.

## Этимология
Видовое название T. shattucki дано в честь австралийского мирмеколога Стивена О. Шаттака (Steven O. Shattuck) за его новаторскую работу по изучению муравьиных родов долиходерин, за его вклад в систематику австралийских муравьёв, а также за его помощь в реорганизации коллекции муравьёв Музея сравнительной зоологии (MCZ) Гарвардского университета (США).

## Описание
Мелкие муравьи коричневого и желтовато-коричневого цвета (длина самок и самцов около 2 мм; рабочие неизвестны). Социальный паразит в муравейниках Tapinoma sessile, демонстрирующий относительно мало морфологических признаков своего паразитического образа жизни. Королевы и самцы Tapinoma shattucki внешне похожи на хозяев, за исключением меньшего размера, более тонкого габитуса и заметно уменьшенного размера метасомы по отношению к мезосоме. Оба пола полностью крылаты и, по-видимому, способны к полёту. Формулы щупиков самки и самца редуцированы до 5, 4. При виде сбоку проподеум самки и самца образует единую, плоскую заднюю поверхность, а чешуя петиоля рудиментарна или отсутствует. У самца бока головы сильно выпуклые, голова почти круглая за исключением сложных глаз при виде анфас. У T. shattucki самцы имеют морфологию, сходную с их свободноживущими сородичами. Самок легко отличить от других видов Tapinoma по количеству пальпомер, профилю проподеума, небольшому размеру тела и уменьшенному размеру метасомы по отношению к мезосоме. Усики состоят из 13 и 12 сегментов у самцов и самок, соответственно. Стебелёк между грудью и брюшком состоит из одного сегмента (петиоль).